# Miophrixus latreutidis
Miophrixus latreutidis là một loài chân đều trong họ Bopyridae. Loài này được Barnard miêu tả khoa học năm 1955.